# Pat Burke
Pour les articles homonymes, voir Burke.
Pat Burke, né le 14 décembre 1973 à Dublin en Irlande, est un joueur irlandais de basket-ball évoluant au poste de pivot.
Durant sa carrière, il évolue dans de nombreux clubs en Europe et remporte de nombreux trophées nationaux. Il remporte notamment deux titres européens, l'EuroLigue en 2000 et la Coupe ULEB en 2004.

## Biographie

### NBA
Burke fait sa carrière universitaire avec les Tigers de l'université d'Auburn entre 1993 et 1997. Il devient le premier Irlandais à évoluer en NBA lorsqu'il signe un contrat avec le Magic d'Orlando en 2002. Il dispute 62 rencontres avec le Magic, marquant en moyenne 4,3 points (2,4 rebonds). En 2005, il rejoint les Suns de Phoenix pour deux saisons. Avec cette franchise, il totalise 42 matches lors de sa première saison puis 23 lors de la seconde. Au total, au cours de sa carrière NBA, il totalise 127 rencontres, et présente des statistiques de 3,7 points, 2,1 rebonds, 0,3 passe, 0,3 contre en 10 minutes 2. Il dispute également 12 rencontres de play-offs, six la première saison avec Orlando, puis trois lors de chacune des deux saisons passées dans l'Arizona. Il inscrit 2,0 points, capte 1,3 rebond, délivre 0,1 passe décisive en 4 minutes 8.

### Europe
Pat Burke remporte en 2000 l'Euroligue avec le Panathinaïkos, équipe qu'il mène vers le titre national par trois fois d'affilée (1999, 2000 et 2001). Burke passe également par le TAU Cerámica, Gran Canaria et le Real Madrid en Espagne, mais aussi par Maroussi en Grèce. Il aide le Real Madrid à atteindre la finale de la Coupe ULEB en 2004, et le titre de champion en 2005.
En novembre 2007, Burke signe au club russe du BC Khimki Moscou. L'Irlandais écrit une page de l'histoire du club, en devenant champion de Russie en 2007. En 2008, il rejoint le Prokom Trefl Sopot (Pologne).
Il totalise en moyenne 8,2 points par matches (5,2 rebonds) lors de ses 211 matches d'Euroligue.

## Clubs successifs
- 1997-1998 :  TAU Cerámica
- 1998-2001 :  Panathinaïkos
- 2001-2002 :  Maroussi Athènes
- 2002-2003 :  Orlando Magic
- 2003-2004 :  CB Gran Canaria
- 2004-2005 :  Real Madrid
- 2005-2007 :  Phoenix Suns
- 2007-2008 :  BC Khimki Moscou
- 2008-2009 :  Prokom Trefl Sopot

## Palmarès

### En club

#### Compétitions internationales
- Vainqueur de l'Euroligue : 2000
- Finaliste de la Coupe ULEB : 2004

#### Compétitions nationales
- Champion de Grèce : 1999, 2000 et 2001
- Champion d'Espagne : 2005
- Champion de Russie : 2007
- Champion de Pologne : 2009

### Sélection nationale
- Cocapitaine de l'Équipe d'Irlande

## Records sur une rencontre en NBA
Les records personnels de Pat Burke en NBA sont les suivants, :
| Type de statistique        | Saison régulière | Saison régulière          | Saison régulière | Playoffs | Playoffs              | Playoffs      |
| Type de statistique        | Record           | Adversaire                | Date             | Record   | Adversaire            | Date          |
| -------------------------- | ---------------- | ------------------------- | ---------------- | -------- | --------------------- | ------------- |
| Points                     | 14               | @ Bucks de Milwaukee      | 16 avril 2003    | 5        | Pistons de Détroit    | 25 avril 2003 |
| Paniers marqués            | 7                | @ Bucks de Milwaukee      | 16 avril 2003    | 2        | Pistons de Détroit    | 25 avril 2003 |
| Paniers tentés             | 13               | Warriors de Golden State  | 13 décembre 2002 | 3        | 2 fois                | 2 fois        |
| Paniers à 3 points réussis | 3                | Kings de Sacramento       | 5 décembre 2006  | 1        | Lakers de Los Angeles | 6 mai 2006    |
| Paniers à 3 points tentés  | 4                | Kings de Sacramento       | 5 décembre 2006  | 1        | 2 fois                | 2 fois        |
| Lancers francs réussis     | 4                | 2 fois                    | 2 fois           | 4        | @ Pistons de Détroit  | 30 avril 2003 |
| Lancers francs tentés      | 6                | @ Pacers de l'Indiana     | 22 novembre 2002 | 4        | @ Pistons de Détroit  | 30 avril 2003 |
| Rebonds offensifs          | 7                | @ Pacers de l'Indiana     | 22 novembre 2002 | 1        | 2 fois                | 2 fois        |
| Rebonds défensifs          | 9                | @ Clippers de Los Angeles | 20 février 2007  | 3        | 2 fois                | 2 fois        |
| Rebonds totaux             | 11               | @ Pacers de l'Indiana     | 22 novembre 2002 | 3        | 3 fois                | 3 fois        |
| Passes décisives           | 3                | 2 fois                    | 2 fois           | 1        | @ Pistons de Détroit  | 23 avril 2003 |
| Interceptions              | 2                | 3 fois                    | 3 fois           | 1        | Pistons de Détroit    | 25 avril 2003 |
| Contres                    | 3                | 2 fois                    | 2 fois           | 1        | 2 fois                | 2 fois        |
| Balles perdues             | 3                | 3 fois                    | 3 fois           | 2        | @ Pistons de Détroit  | 30 avril 2003 |
| Minutes jouées             | 29               | @ Bucks de Milwaukee      | 2 novembre 2002  | 14       | Pistons de Détroit    | 25 avril 2003 |

- Double-double : 0
- Triple-double : 0